# Chisso
Chisso Corporation (japonsky: チッソ株式会社, Čisso kabušiki kaiša) je japonská chemická společnost. Mimo jiné je výrobcem tekutých krystalů pro LCD obrazovky.
Společnost Chisso vypouštěla v letech 1932–1968 ve svém výrobním závodě v Minamatě do řeky rtuť používanou pro výrobu acetaldehydu jako katalyzátor. Odhadem 27 tun rtuti se dostalo do přilehlého mořského zálivu, kde se ve formě toxické dimethylrtuti dostala do potravního řetězce a způsobila otravu lidí a zvířat konzumací kontaminovaných ryb. Následkem otravy bylo rovněž narození dětí s fyzickými deformacemi a mentálními poruchami. V roce 1973 skončil mnohaletý soudní proces, ve kterém bylo oficiálně potvrzeno onemocnění u 2262 osob, kterým firma musela vyplatit finanční odškodnění. Příznaky onemocnění však mělo více než 10 000 osob. Mnoho lidí na následky otravy zemřelo.